# Juanfer Andrés
Juan Fernando Andrés, més conegut com a Juanfer Andrés (Socuéllamos, província de Ciudad Real, 1975) és un guionista, editor i director de cinema espanyol. Des de 1999 exerceix també de professor de realització cinematogràfica a l'Institut del Cinema de Madrid.

## Biografia
A la fi dels anys 90 estudia Guió i Direcció de Cinema a l'Escuela de Cine y Televisión Septima Ars, a Madrid. on coneix a Esteban Roel.
En 2011, al costat d'Esteban Roel, va rodar el curtmetratge 036 escrit per Andrea Gómez i protagonitzat per Carolina Bang i Tomás del Estal, una crítica paròdica en clau de western sobre les dificultats d'un autònom per a tractar amb la burocràcia a Espanya.
En 2012, amb motiu del 10è aniversari del grup musical Canteca de Macao, s'encarrega de la realització de 10 videoclips musicals commemoratius sobre d'altres temes de la formació.
En 2013, de nou al costat d'Esteban Roel, va escriure i va dirigir el seu primer llargmetratge Musarañas produït per Pokeepsie Films, companyia propietat d'Álex de la Iglesia i Carolina Bang, i protagonitzat per Macarena Gómez, Hugo Silva, Nadia de Santiago i Luis Tosar. La pel·lícula ha rebut tres nominacions als Premis Goya de 2014 incloses la de millor actriu, millor perruqueria/maquillatge i millor director novell.

## Nominacions i premis
XXIX Premis Goya
| Categoria              | Pel·lícules | Resultat |
| ---------------------- | ----------- | -------- |
| Millor direcció novell | Musarañas   | Nominat  |

Medalles del Cercle d'Escriptors Cinematogràfics de 2014
| Categoria          | Pel·lícules | Resultat  |
| ------------------ | ----------- | --------- |
| Director revelació | Musarañas   | Guanyador |